# Musikåret 2023

## Händelser

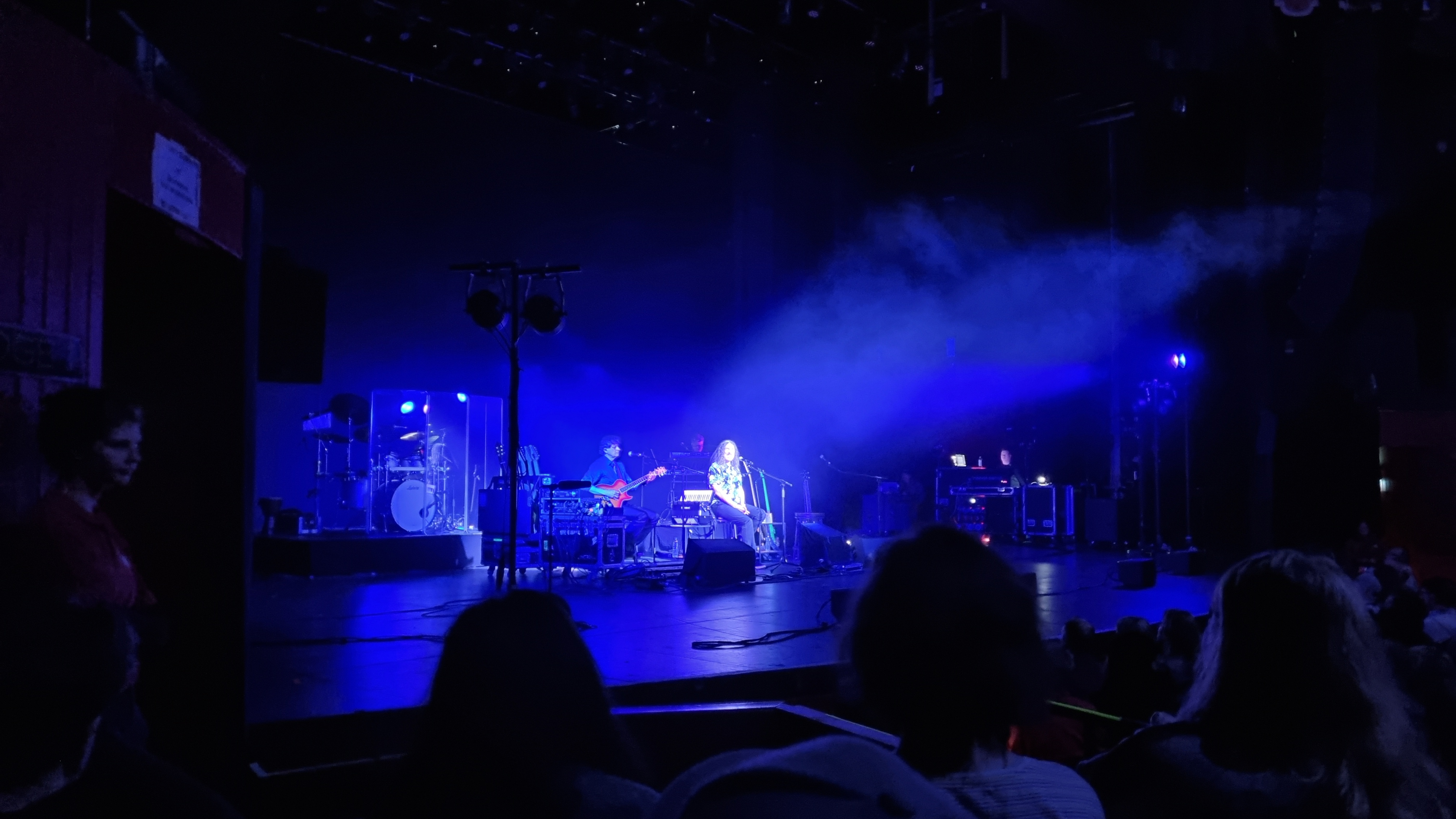
"Weird Al" Yankovic på Cirkus, Stockholm.

- 9 januari: Tove Lo passerar 1 miljard visningar på YouTube med låten Habits (Stay High) – Hippie Sabotage Remix.[1]
- 24 januari: Frontmannen Brendan Urie i rockgruppen Panic! at the Disco meddelar att bandet lägger ner.[2]
- 12 februari: Rihanna uppträder på Super Bowl och avslöjar graviditet. Det blir också den näst mest tittade showen någonsin.[3]
- 15 februari: The Soundtrack of Our Lives meddelar att de återförenas.[4]
- 1 mars: "Weird Al" Yankovic uppträder på Cirkus, Stockholm, detta blev artistens andra konsert i Sverige.[5]
- 5 mars: Lewis Capaldi uppträder på Avicii arena, Stockholm och blir kritiserad för att han uppträtt med luftrörskatarr.[6]
- 11 mars: Låten "Tattoo" framförd av Loreen vinner Melodifestivalen 2023.[7]
- 22 mars: Guinness rekordbok utser The Weeknd till världens mest populära artist, baserat på sina 111,4 miljoner lyssnare varje månad.[8]
- 25 april: Post Malone uppträder på Avicii arena, Stockholm.[9]
- 29 april: Arctic Monkeys uppträder på Avicii arena, Stockholm.[10]
- 10 & 11 maj: Beyoncé uppträder på Friends Arena, Stockholm.[11]
- 13 maj: Låten "Tattoo" framförd av Loreen vinner Eurovision Song Contest i Liverpool, Storbritannien.[12]
- 23 maj: Depeche Mode uppträder på Friends Arena, Stockholm.[13]
- 31 maj: Peter Gabriel uppträder på Avicii arena, Stockholm.[14]
- 2 juni: Wu-Tang Clan & Nas uppträder på Avicii arena, Stockholm.[15]
- 16 & 18 juni: Metallica uppträder på Ullevi, Göteborg.[16]
- 17 & 18 juni: The Weeknd uppträder på Tele2 Arena, Stockholm.[17]
- 24, 26 & 28 juni: Bruce Springsteen uppträder på Ullevi, Göteborg.[18]
- 7 & 8 juli: Elton John uppträder på Tele2 Arena, Stockholm. Konserterna var sista anhalten på hans sista turné.[19]
- 8, 9, 11 & 12 juli: Coldplay uppträder på Ullevi, Göteborg och blir det första bandet som säljer slut 4 kvällar på Ullevi.[20]
- 9 juli: Pet Shop Boys uppträder på Scandinavium, Göteborg.[21]
- 31 juli: Megadeath uppträder på Annexet, Stockholm.[22]
- 20 augusti: Avicii når som första svenska artist 2 miljarder streams på Spotify med sin låt Wake me up.[23]
- 26 augusti: Laleh avslutar en sommarturné med att uppträda på Ullevi, Göteborg.[24]
- 27 augusti: Anne-Lie Rydé meddelar att hon avslutar sin musikkarriär.[25]
- 10 september: Musikalen Änglagård har premiär vid Oscarsteatern i Stockholm.[26]
- 13 september: Blink 182 uppträder på Avicii arena, Stockholm.[27]
- 16 september: Kulturbolaget i Malmö stänger efter 30 år.[28]
- 29 september: Duane "Keffe D" Davis grips för mordet på Tupac Shakur för 27 år sen.[29]
- 7 oktober: 50 Cent och Busta Rhymes uppträder på Avicii arena, Stockholm. Busta Rhymes kritiserar publiken för att vara tråkig.[30]
- 25 oktober: Lotta Engberg meddelar att Lotta på Liseberg läggs ned på hennes begäran.[31]
- 28 oktober: Madonna uppträder på Tele2 Arena, Stockholm.[32]
- 10 december: Sepultura meddelar att de gör en sista turné för att sedan lägga ner.[33]

## Priser och utmärkelser

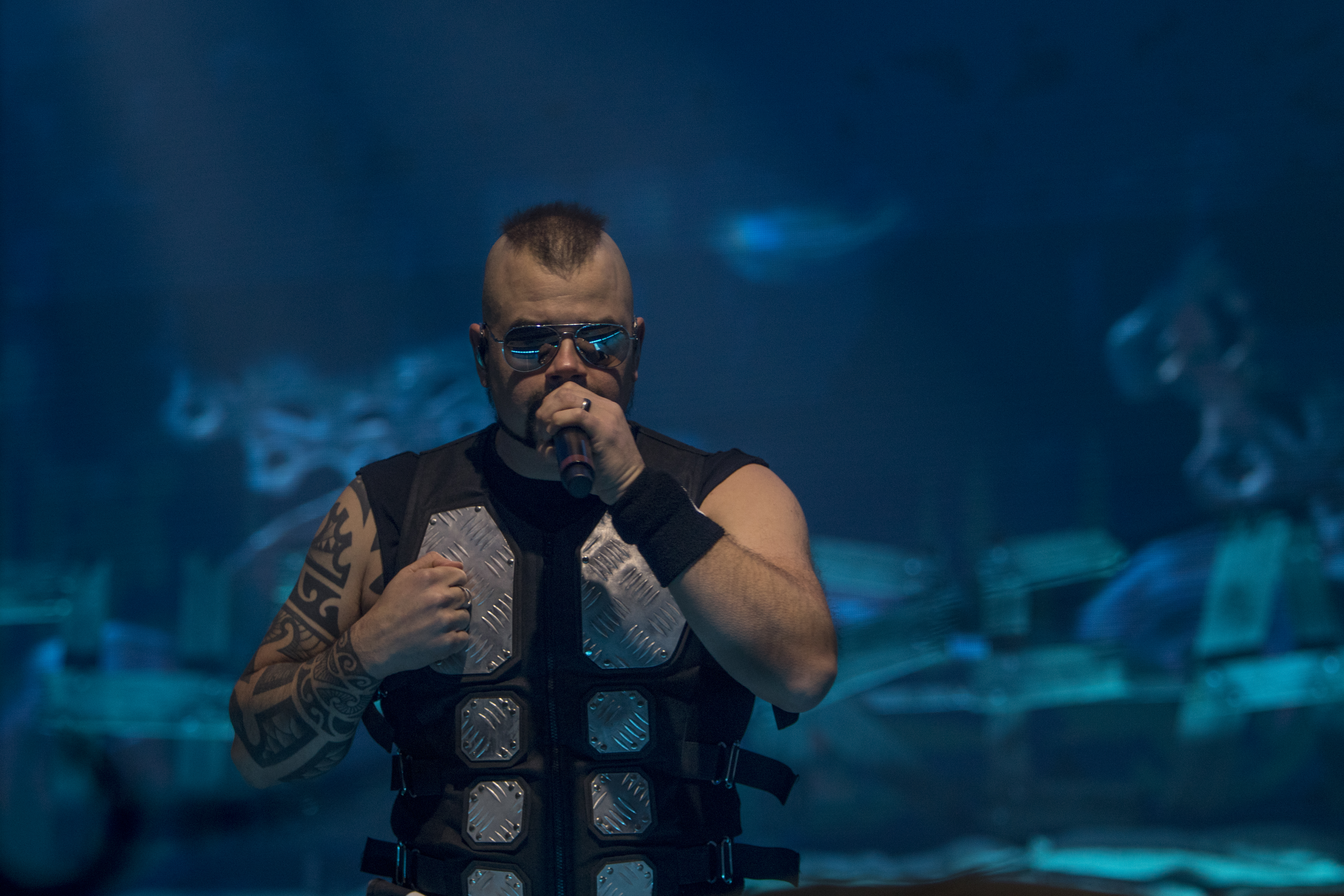
Sabatons ledsångare Joakim Brodén

- Sabatons ledsångare Joakim Brodén10 januari: Årets folkbildare (Vetenskap och folkbildning) – Sabaton[34]
- 16 januari: Thore Ehrling-stipendiet – Viktoria Tolstoy[35]
- 20 januari: Evert Taube-stipendiet – Annika Norlin[36]
- 23 januari: Jenny Lind-stipendiet – Josefine Mindus[37]
- 23 januari: Guldbaggegalan (Bästa originalmusik) – Eirik Havnes[38]
- 27 januari: Fred Åkerström-stipendiet – Jack Vreeswijk[39]
- 27 januari: P3-Guldgalan[40]
- 28 januari: Litteris et Artibus – Veronica Maggio, Ludwig Göransson, Hans Josefsson[41]
- 5 februari: Grammy Awards – Magnus Lindgren för bästa arrangemang i en instrumental produktion[42]
- 23 februari: Manifestgalan[43]
- 3 maj: Grammisgalan[44]
- 23 maj: Polarpriset – Angélique Kidjo, Arvo Pärt och Chris Blackwell[45]
- 4 juni: Karamelodiktstipendiet – Orup[46]
- 26 juni: Lisebergsapplåden – Tommy Körberg[47]
- 20 juli: Evert Taube-stipendiet – Jason Diakité[48]
- 19 augusti: Ulla Billquist-stipendiet – Sara Parkman[49]
- 27 augusti: Cornelispriset – Ulf Dageby[50]
- 4 september: Frihetstonen – Eva Dahlgren[51]
- 13 september: Swedish Music Hall of Fame – Ann-Louise Hanson, Tomas Ledin, Lena Willemark, Jenny Wilson, Mando Diao[52]
- 14 oktober: Tage Danielsson-stipendiet – Magnus Uggla[53]
- 10 november: Musikförläggarnas hederspris – Lasse Holm[54]
- 10 november: Musikförläggarnas stipendium – Yaeger[55]
- 19 november: Gustav Hjäler-stipendiet – Björn Ulvaeus[56]
- 21 november: Rubus Arctibus-stipendiet – Hurula[57]
- 6 december: Person of the Year – Taylor Swift[58]

## Årets album
Vänligen sortera soloartister på efternamn, musikgrupper på förstabokstaven (utan engelskans "The" och "A")

### A–G
- 7ebra – Bird Hour[59]
- André 3000 – New Blue Sun[60]
- Babian – Alla andra gör det[61]
- Bad Bunny – Nadie Sabe Lo Que Va A Pasar Mañana[62]
- Belle and Sebastian – Late Developers[63]
- Marit Bergman – Här kommer vargen[64]
- Blink-182 – One More Time...[65]
- Blur – The Ballad of Darren[66]
- Bob hund – Drömmen är en råvara/Verkligheten är en raffinerad produkt[67]
- Bonnie Prince Billy – Keeping Secrets Will Destroy You[68]
- Boygenius – The Record[69]
- Brian Jonestown Massacre – The Future Is Your Past
- John Cale – Mercy[70]
- Vince Clarke – Songs of Silence[71]
- Miley Cyrus – Endless Summer Vacation[72]
- Daft Punk – Random Access Memories (Drumless Edition)[73]
- Lana Del Rey – Did you know that there's a tunnel under Ocean Blvd.[74]
- Depeche Mode – Memento Mori[75]
- Deportees – People Are A Foreign Country[76]
- Di Leva – The Hybrids[77]
- Dina Ögon – Oas[78]
- Doja Cat – Scarlet[79]
- Feist – Multitudes[80]
- Fever Ray – Radical Romantics[81]
- Foo Fighters – But Here We Are[82]
- Fågelle – Den svenska vreden[83]
- Peter Gabriel – I/O[84]
- Gorillaz – Cracker Island[85]
- Gyllene Tider – Hux Flux[86]

### H–R
- Håkan Hellström – Poetiska försök[87]
- The Hives – The Death of Randy Fitzsimmons [88]
- Icona Pop – Club Romantech[89]
- In Flames – Foregone[90]
- Jelly Crystal – Prince[91]
- Sarah Klang – Mercedes[92]
- Markus Krunegård – Nokia & Ericsson[93]
- Jonathan Leandoer96 – Sugar World[94]
- Margo Price – Strays[95]
- Memoria – From the Bones[96]
- Metallica – 72 Seasons[97]
- Kylie Minogue – Tension[98]
- Måneskin – Rush![99]
- The National – First Two Pages of Frankenstein[100]
- P!nk – Trustfall[101]
- PJ Harvey – I Inside the Old Year Dying[102]
- Caroline Polachek – Desire, I Want To Turn Into You[103]
- Iggy Pop – Every Loser[104]
- Public Image Ltd – End of World[105]
- Queens of the Stone Age – In Times New Roman...[106]
- Riga Tiger – First Day of spring för livet
- David Ritschard – Detta har hänt[107]
- Olivia Rodrigo – Guts[108]
- The Rolling Stones – Hackney Diamonds[109]
- Romy – Mid Air[110]

### S–Ö
- Travis Scott – UTOPIA[111]
- Ed Sheeran – Autumn Variations[112]
- Paul Simon – Seven Psalms[113]
- Slowdive – Everything Is Alive[114]
- Smisk – Salt i såren[115]
- Sam Smith – Gloria[116]
- Sparks – The Girl Is Crying In Her Latte[117]
- Spunsugar – A Hole Forever[118]
- Sturm Café – Zeitgeist[119]
- SG Lewis – Audiolust & Higherlove[120]
- Kali Uchis – Red Moon in Venus[121]
- Vasas flora och fauna – Man blåser bort[122]
- Vånna Inget – True Romance[123]
- Yasin – Pistoler, poesi och sex[124]
- Youth Lagoon – Heaven is a Junkyard[125]

## Årets singlar och hitlåtar
- The Beatles – Now and Then[126]
- Beyoncé & Kendrick Lamar – AMERICA HAS A PROBLEM
- Billie Eilish – What Was I Made For?
- Björk & Rosalía – Oral[127]
- Blur – The Narcissist[128]
- Caroline Polachek – Bunny Is A Rider
- Depeche Mode – Ghosts Again
- Doja Cat – Paint the Town Red
- Einár – Du & Jag[129]
- Elecktra – Unna daj (Synd å slänga ju)[130]
- Franska Trion – Midsommar[131]
- Fågelle & Thåström – Kroppen[132]
- Hov1 & Håkan Hellström – Saudade[133]
- Kanye West –  Vultures[134]
- Käärijä – Cha Cha Cha
- Loreen – Tattoo[7]
- Miley Cyrus – Flowers
- Miriam Bryant & Veronica Maggio – Under någon ny[135]
- Miss Li – Ålderdomshemmet
- Måneskin – Honey (Are U Coming?)
- Olivia Rodrigo – Vampire
- Public Image Ltd. – Hawaii[136]
- Ryan Gosling – I'm Just Ken[137]
- Sam Smith feat. Kim Petras – Unholy

## Avlidna

### Januari
- 1 januari – Gangsta Boo (Lola Chantrelle Mitchell), 43, amerikansk rappare och i Three 6 Mafia.[138]
- 1 januari – Fred White, 67, amerikansk trummis i Earth, Wind & Fire.[139]
- 3 januari – Alan Rankine, 64, skotsk producent samt musiker och medgrundare i The Associates.[140]
- 7 januari – Haakon Pedersen, 64, svensk-norsk sångare ("Här kommer Bumbibjörnarna", "Nattens drottning", "Räddningspatrullen").[141][142]
- 10 januari – Jeff Beck, 78, brittisk gitarrist i The Yardbirds och The Jeff Beck Group.[143]
- 11 januari – Yukihiro Takahashi, 70, japansk artist och producent. Sångare och trummis i Yellow Magic Orchestra.[144]
- 12 januari – Lisa Marie Presley, 54, amerikansk sångerska och låtskrivare – dotter till Elvis Presley.[145]
- 12 januari – Robbie Bachman, 69, kanadensisk trummis och medgrundare i Bachman Turner Overdrive.[146]
- 15 januari – Doris Svensson, 75, svensk artist ("Did you give the world some love today, baby")[147]
- 19 januari – David Crosby, 81, amerikansk sångare, låtskrivare och gitarrist medlem och grundare av The Byrds och Crosby, Stills & Nash.[148]
- 28 januari – Tom Verlaine, 73, amerikansk sångare, låtskrivare och gitarrist medlem och grundare av Television.[149]
- 28 januari – Barret Strong, 81, amerikansk sångare och låtskrivare ("I Heard It Through the Grapevine", "War", "Papa Was a Rollin' Stone").[150]

### Februari
- 8 februari – Burt Bacharach, 94, amerikansk kompositör och artist ("I say I little Prayer for you", "Walk on by", "Raindrops Keep Fallin' on My Head")[151]
- 10 februari – AKA (Kiernan Forbes), 35, sydafrikansk rappare ("Lemons (Lemonade)", "Fela in Versace").[152]
- 12 februari – Trugoy the Dove (David Jolicoeur), 54, amerikansk rappare i De La Soul.[153]
- 20 februari – Bruce Barthol, 75, amerikansk basist i Country Joe & The Fish.[154]
- 23 februari – Tommy "Slim" Borgudd, 76, F1 förare och studiotrummis i bl.a. Abba.[155]

### Mars
- 1 mars – Irène Mannheimer, 91, svensk pianist och pianopedagog.[156]
- 2 mars – Steve Mackey, 56, brittisk producent och basist i Pulp.[157]
- 2 mars – Wayne Shorter, 89, amerikansk jazzsaxofonist i bl.a. Miles Davies Quintet.[158]
- 3 mars – David Lindley, 78, amerikansk gitarrist.[159]
- 5 mars – Gary Rossington, 71, amerikansk gitarrist och originalmedlem i Lynyrd Skynyrd.[160]
- 11 mars – Costa Titch (Constantinos Tsobanoglou), 28, sydafrikansk rappare.[161]
- 14 mars – Bobby Caldwell, 71, amerikansk sångare och låtskrivare.[162]
- 17 mars – Ingemar von Heijne, 92, svensk musiker och radioproducent.[163]
- 17 mars – Clarence "Fuzzy" Haskins, 81, amerikansk sångare i Parliament och Funkadelic.[164]
- 23 mars – Keith Reid, 76, brittisk låtskrivare.[165]
- 25 mars – Nick Lloyd Webber, 43, brittisk kompositör – son till Andrew Lloyd Webber.[166]
- 28 mars – Ryuichi Sakamoto, 71, japansk pianist och kompositör i Yellow Magic Orchestra. Även filmmusikkompositör.[167]

### April
- 2 april – Seymour Stein, 80, amerikansk skivbolagsdirektör och grundare av Sire Records.[168]
- 4 april – Jack Vreeswijk, 59, svensk sångare och låtskrivare – son till Cornelis Vreeswijk.[169]
- 6 april – Paul Cattermole, 46, brittisk skådespelare och sångare i S Club 7.[170]
- 6 april – Nora Forster, 80, tysk-brittisk musikpromoter – fru till John Lydon.[171]
- 7 april – Lasse Wellander, 70, svensk musiker.[172]
- 13 april – Tommy Wåhlberg, 76, svensk gitarrist i The Shanes.[173]
- 14 april – Mark Sheehan, 46, irländsk gitarrist i The Script.[174]
- 16 april – Ahmad Jamal, 92, amerikansk jazzpianist och kompositör.[175]
- 19 april – Moonbin, 25, koreansk k-popartist.[176]
- 21 april – Sean Kelly, 52, engelsk-svensk underhållningssångare.[177]
- 25 april – Harry Belafonte, 96, amerikansk sångare, skådespelare och aktivist.[178]

### Maj
- 1 maj – Pugh Rogefeldt, 76, svensk artist.[179]
- 1 maj – Gordon Lightfoot, 84, kanadensisk sångare och kompositör.[180]
- 4 maj – Rob Laakso, 44, amerikansk musiker i Kurt Vile & The Violators.[181]
- 8 maj – Rita Lee, 75, brasiliansk sångare, låtskrivare och musiker i Os Mutantes.[182]
- 14 maj – Bernt Rosengren, 85, svensk jazzsaxofonist.[183]
- 19 maj – Andy Rourke, 59, brittisk basist i The Smiths.[184]
- 19 maj – Pete Brown, 82, brittisk poet och textförfattare i Cream.[185]
- 23 maj – Chas Newby, 81, brittisk basist. Inhoppare i The Beatles.[186]
- 23 maj – Sheldon Reynolds, 63, amerikansk gitarrist i Earth, Wind & Fire.[187]
- 24 maj – Bill Lee, 94, amerikansk musiker och kompositör – far till Spike Lee.[188]
- 24 maj – Tina Turner, 83, amerikansk-schweizisk sångare, låtskrivare och skådespelare.[189]
- 25 maj – Stefan Nilsson, 67, svensk kompositör och pianist.[190]

### Juni
- 1 juni – Cynthia Weil, 82, amerikansk låtskrivare.[191]
- 2 juni – Kaija Saariaho, 70, finländsk kompositör.[192]
- 5 juni – Astrud Gilberto, 83, brasiliansk sångerska ("Girl from Ipanema").[193]
- 7 juni – Stefan Ljungqvist, 74, svensk skådespelare, operasångare och revyartist.[194]
- 8 juni – Peter Belli, 79, dansk sångare och skådespelare.[195]
- 13 juni – Blackie Onassis, 57, amerikansk trumslagare i Urge Overkill.[196]
- 18 juni – Big Pokey, 45, amerikansk rappare.[197]
- 22 juni – Peter Brötzmann, 82, tysk jazzsaxofonist.[198]
- 30 juni – Rick Froberg, 55, amerikansk sångare i Hot Snakes.[199]
- 30 juni – Mats Olin, 76, svensk skådespelare och sångare.[200]

### Juli
- 5 juli – Ralph Lundsten, 86, svensk kompositör och konstnär.[201]
- 5 juli – Coco Lee, 48, kinesisk-amerikansk sångerska och skådespelerska.[202]
- 5 juli – George Tickner, 76, amerikansk gitarrist i Journey.[203]
- 6 juli – Peter Nero, 89, amerikansk pianist i Philly Pops.[204]
- 14 juli – Anthony Meo, 54, amerikansk trumslagare i Biohazard.[205]
- 16 juli – Jane Birkin, 76, brittisk-fransk skådespelare och artist – mor till Charlotte Gainsbourg.[206]
- 21 juli – Tony Bennett, 96, amerikansk sångare.[207]
- 21 juli – Neal Langford, 50, amerikansk basist i The Shins.[208]
- 26 juli – Sinéad O'Connor, 56, irländsk artist.[209]
- 26 juli – Randy Meisner, 77, amerikansk basist i Eagles.[210]
- 26 juli – Abdel-Majed Abdel Bary, 32, brittisk rappare.[211]
- 28 juli – Jim Parker, 88, brittisk kompositör.[212]

### Augusti
- 3 augusti – Carl Davis, 86, amerikansk-brittisk filmkompositör.[213]
- 4 augusti – John Gosling, 75, brittisk keyboardist i The Kinks.[214]
- 7 augusti – Erkin Koray, 82, turkisk gitarrist, sångare och låtskrivare.[215]
- 8 augusti – Sixto Rodriguez, 81, amerikansk sångare och låtskrivare.[216]
- 8 augusti – Jamie Reid, 76, brittisk anarkist och designer åt bl.a. Sex Pistols.[217]
- 9 augusti – Robbie Robertson, 80, kanadensisk gitarrist, sångare och låtskrivare i The Band.[218]
- 12 augusti – Berit Lindholm, 88, svensk operasångerska.[219]
- 13 augusti – Magoo, 50, amerikansk rappare i Timbaland & Magoo.[220]
- 13 augusti – Clarence Avant, 92, amerikansk musikproducent.[221]
- 15 augusti – Arnold Östman, 83, svensk dirigent.[222]
- 16 augusti – Jerry Moss, 88, amerikansk skivbolagsdirektör – grundare av A&M Records.[223]
- 16 augusti – Renata Scotto, 89, italiensk operasångerska.[224]
- 17 augusti – Gary Young, 70, amerikansk trumslagare i Pavement.[225]
- 22 augusti – Toto Cutugno, 80, italiensk sångare och låtskrivare.[226]
- 24 augusti – Bernie Marsden, 72, brittisk låtskrivare och gitarrist i Whitesnake.[227]
- 26 augusti – Bosse Broberg, 85, svensk kompositör och jazztrumpetare.[228]
- 27 augusti – Eddie Skoller, 79, amerikansk-dansk underhållningssångare.[229]
- 27 augusti – Brian McBride, 53, amerikansk multi-instrumentalist i Stars of the Lid.[230]
- 28 augusti – August 08, 31, amerikansk rappare och låtskrivare.[231]
- 30 augusti – Jack Sonni, 68, amerikansk gitarrist i Dire Straits.[232]

### September
- 1 september – Jimmy Buffett, 76, amerikansk countryartist.[233]
- 4 september – Gary Wright, 80, amerikansk låtskrivare, sångare och keyboardist.[234]
- 4 september – Steve Harwell, 56, amerikansk sångare i Smash Mouth.[235]
- 13 september – Roger Whittaker, 87, brittisk sångare och kompositör.[236]
- 16 september – John Marshall, 82, brittisk jazztrumslagare i Soft Machine.[237]
- 20 september – Kent Stax, 61, amerikansk trumslagare i Scream.[238]
- 23 september – Terry Kirkman, 83, amerikansk sångare, låtskrivare och multi-instrumentalist i The Association.[239]
- 25 september – David McCallum, 90, skotsk skådespelare, kompositör och musiker.[240]
- 25 september – Nashawn Breedlove, 46, amerikansk skådespelare och rappare.[241]

### Oktober
- 7 oktober – Maria Hörnelius, 84, svensk skådespelare och musiker.[242]
- 11 oktober – Rudolph Isley, 84, amerikansk sångare och låtskrivare i The Isley Brothers.[243]
- 17 oktober – Carla Bley, 87, amerikansk jazzpianist och kompositör.[244]
- 18 oktober – Ulf Andersson, 75, svensk trumslagare i The Gonks.[245]
- 19 oktober – Lasse Berghagen, 78, svensk artist, skådespelare och programledare[246]
- 23 oktober – Angelo Bruschini, 62, brittisk gitarrist i Massive Attack.[247]
- 25 oktober – Hans Mosesson, 79, svensk skådespelare och sångare i Nationalteatern.[248]
- 29 oktober – Pelle Hökengren, 61, svensk gitarrist i Trance Dance.[249]
- 31 oktober – Bo Mårtensson, 76, svensk skådespelare och gitarrist i The Gonks.[250]

### November
- 7 november – C-Knight, 52, amerikansk rappare i The Dove Shack.[251]
- 10 november – Johnny Ruffo, 35, australisk skådespelare och sångare.[252]
- 16 november – George "Funky" Brown, 74, amerikansk låtskrivare och trumslagare i Kool & The Gang.[253]
- 17 november – Charlie Dominici, 72, amerikansk sångare i Dream Theater.[254]
- 19 november – Sara Tavares, 45, portugisisk sångerska.[255]
- 19 november – Catherine Christer Hennix, 75, svensk musiker, poet och filosof.[256]
- 20 november – Mars Williams, 68, amerikansk saxofonist i The Psycedelic Furs och The Waitresses.[257]
- 26 november – Jean Knight, 80, amerikansk sångerska.[258]
- 26 november – Big Fred, 46, svensk rappare.[259]
- 26 november – Geordie Walker, 64, brittisk gitarrist och låtskrivare i Killing Joke.[260]
- 29 november – Scott Kempner, 69, amerikansk gitarrist i The Dictators.[261]
- 30 november – Shane MacGowan, 65, irländsk sångare och låtskrivare i The Pogues.[262]

### December
- 5 december – Denny Laine, 79, brittisk gitarrist och låtskrivare i Wings och The Moody Blues.[263]
- 12 december – Ole Paus, 76, norsk sångare och låtskrivare.[264]
- 16 december – Colin Burgees, 77, australisk trumslagare i AC/DC.[265]
- 16 december – Tim Norell, 68, svensk låtskrivare, kompositör och keyboardist i Secret Service.[266]
- 17 december – Amp Fiddler, 65, amerikansk sångare, låtskrivare och keyboardist i Parliament. [267]
- 22 december – Laura Lynch, 65, amerikansk sångare och basist i The Dixie Chicks.[268]
- 26 december – Tom Smothers, 86, amerikansk komiker och sångare i Smothers Brothers.[269]
- 27 december – Mbongeni Ngema, 68, sydafrikansk kompositör.[270]
- 28 december – Magnus Lind, 78, svensk musiker och låtskrivare i Perssons Pack.[271]
- 28 december – Per Myrberg, 90, svensk skådespelare och sångare.[272]
- 29 december – Les McCann, 88, amerikansk jazzpianist och sångare.[273]